# Pseudomonas
Pseudomonas – rodzaj gramujemnych, biegunowo urzęsionych bakterii przyjmujących kształt prostych lub nieznacznie wygiętych pałeczek. 
Oddychają tlenowo, używając tlenu jako ostatecznego akceptora elektronów; niektóre również oddychają beztlenowo, przeprowadzając denitryfikację. Są katalazododatnie, chemoorganotroficzne, nie tworzą endospor. Potrafią rozkładać wiele węglowodorów, związków aromatycznych i ich pochodnych, które stanowią zanieczyszczenie środowiska, przez co mogą znajdować zastosowanie w bioremediacji. Większość heksoz rozkładają w szlaku Entnera-Doudoroffa.
Są szeroko rozpowszechnione w naturze. Występują w glebie, wodzie, ściekach i w powietrzu. Zwykle zasiedlają nowe miejsca jako pierwsze, jeśli zawiera ono sole mineralne i cukry lub  kwasy organiczne. Niektóre biorą udział w psuciu żywności. Mogą wytwarzać charakterystyczne barwniki rozpuszczalne w wodzie, np. błękitnozieloną piocyjaninę oraz żółtozielone fluoryzujące pigmenty, które mogą pełnić rolę sideroforów. Należy do nich piowerdyna produkowana m.in. przez Pseudomonas fluorescens
Niektóre mogą wykazywać patogenność wobec ludzi (Pseudomonas aeruginosa), zwierząt i roślin (Pseudomonas syringae). Bakterie z rodzaju Pseudomonas są częstymi patogenami oportunistycznymi. Są oporne na wiele antybiotyków i środków przeciwbakteryjnych.